# Smerekowa
Smerekowa (słow. Vysoká, 1014 m) – trzeci co do wysokości szczyt Pienin, znajdujący się w grzbiecie głównym Małych Pienin pomiędzy Jaworzyną a Watriskiem. Mimo znacznej (jak na Pieniny) wysokości, jest to mało wybitny, słabo wyróżniający się szczyt. Przebiega przez niego granica polsko-słowacka, jednak szczyt leży po stronie słowackiej (stoki po polskiej stronie osiągają 1004 m). W miejscu występowania dużego skupiska cisów Słowacy utworzyli rezerwat przyrody Kamieńskie Cisy o powierzchni 20,3 ha. Od 1997 r. wszedł on w skład PIENAP obejmującego cały obszar Małych Pienin po słowackiej stronie wzdłuż granicy. Sam wierzchołek jest skalisty od północnej strony i jest w nim charakterystyczna szpara na przestrzał, poza tym partie wierzchołkowe po południowej stronie są porośnięte lasem. Ze szczytu dobre widoki na Tatry i Beskid Sądecki. Po polskiej, północnej stronie poniżej szczytu znajduje się duża i ładna polana Zaskalskie.
Spod szczytu Smerekowej wypływa płynący w Polsce i znajdujący się w zlewni Dunajca Skalski Potok. Po słowackiej stronie w stokach Smerekowej mają jeszcze źródła potoki zasilające Kamienkę i jej dopływ Riečkę. Obydwa te potoki znajdują się w zlewni Popradu. Przez szczyt i północno-wschodni (graniczny) grzbiet Smerekowej przebiega bowiem dział wodny między tymi rzekami.
Nazwa szczytu pochodzi od rusińskiego słowa „smerek” oznaczającego świerka i występuje na mapie Gepperta z 1810-1812 r. jako Smeretcina Brg. W północno-wschodnim kierunku od Smerekowej, już na słowackiej stronie ciągnie się niski grzbiet z kilkoma wierzchołkami. Najwyższy z nich to Mindalová.
Polskie stoki Smerekowej znajdują się w miejscowości Jaworki w województwie małopolskim, w powiecie nowotarskim, w gminie miejsko-wiejskiej Szczawnica.

## Szlaki turystyki pieszej
– niebieski od Drogi Pienińskiej grzbietem Małych Pienin przez Szafranówkę, Łaźne Skały, Cyrhle, Wysoki Wierch, Durbaszkę, Wysoką, Wierchliczkę, przełęcz Rozdziele do Przełęczy Gromadzkiej w Beskidzie Sądeckim. Szlak nie prowadzi przez sam szczyt Smerekowej, lecz omija go po północnej stronie.

## Przypisy

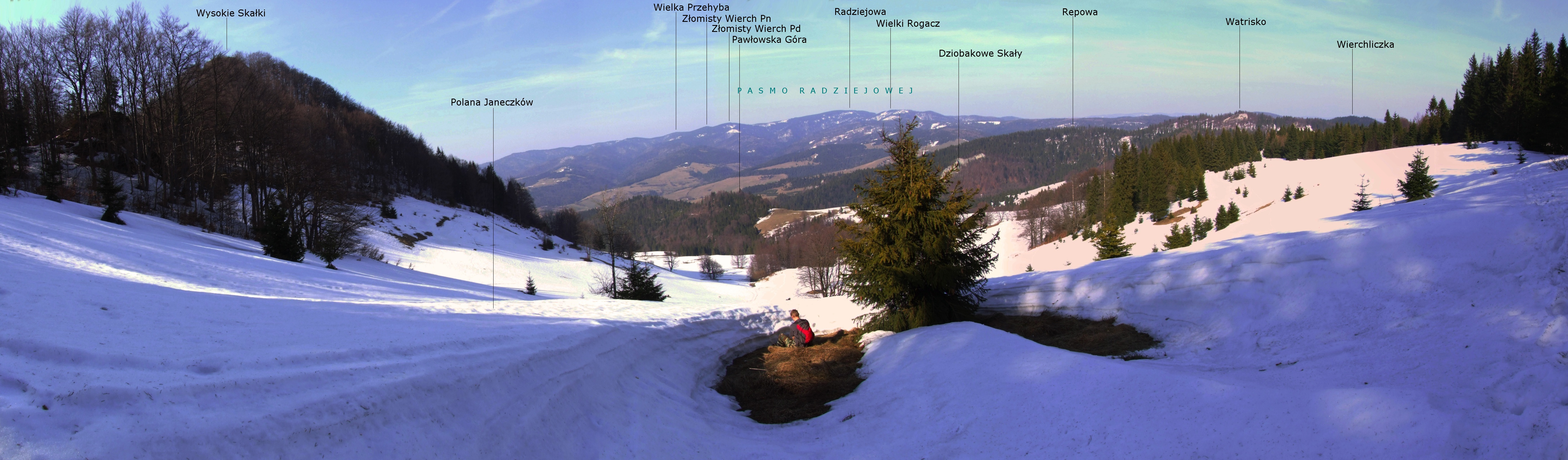
Panorama widokowa z grzbietu pomiędzy Smerekową a Wysoką
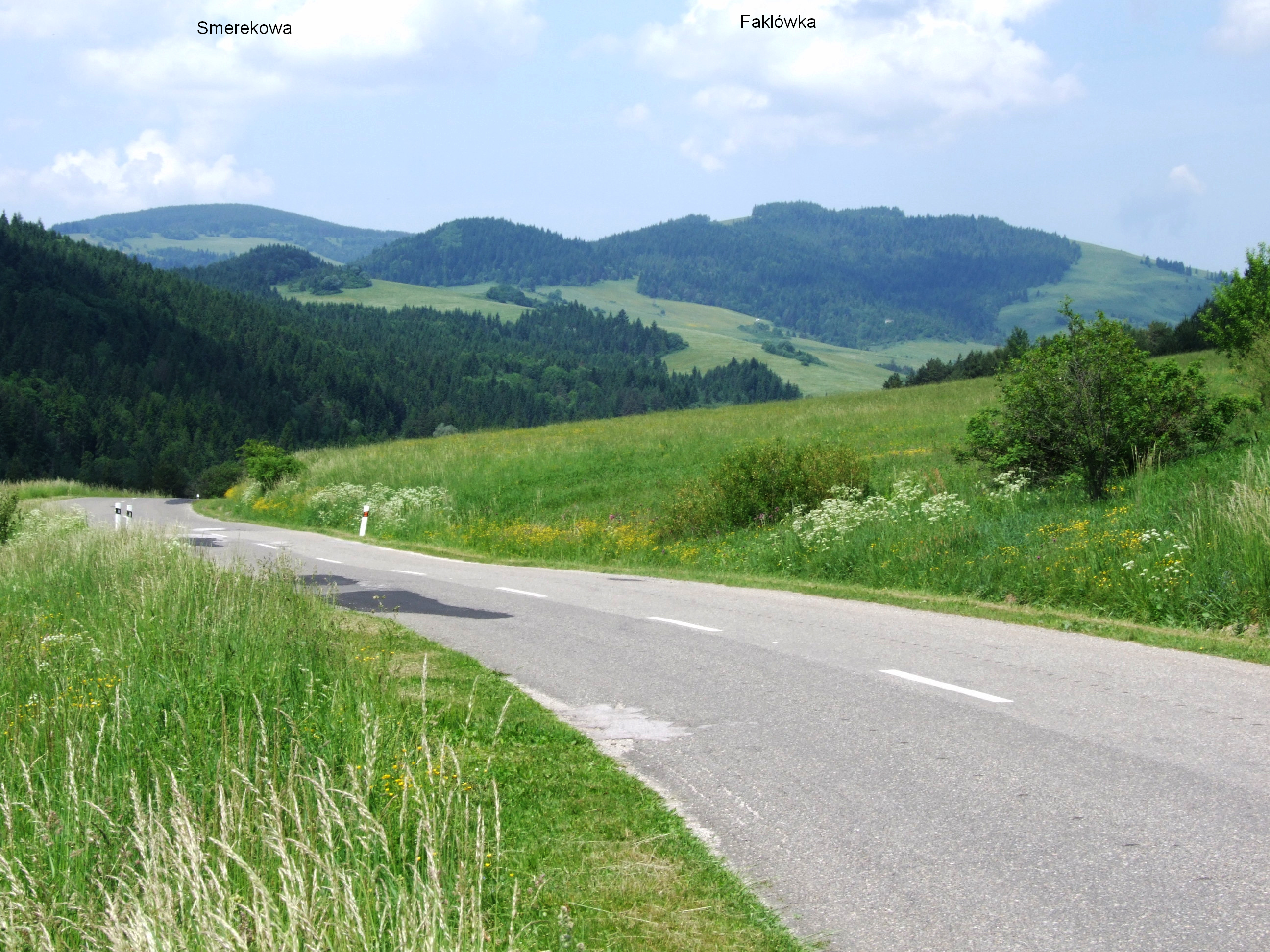
Widok od słowackiej strony